# Soziologische Revue
Die Soziologische Revue ist eine wissenschaftliche Fachzeitschrift, in der neuere deutschsprachige soziologische Publikationen auch der Methodenlehre rezensiert werden. Sie wurde 1978 von Heinz Hartmann nach dem Beispiel der US-amerikanischen Sociological Review begründet und erscheint viermal jährlich.
Bis Ende 2012 erschien die Zeitschrift im Oldenbourg Wissenschaftsverlag (ISSN 0343-4109) in einer Auflage von 2400 Exemplaren, Anfang 2013 übernahm De Gruyter den Oldenbourg Verlag und ist seither Herausgeber. Seit 2022 erscheint die Zeitschrift im Open Access.

## Herausgeber
Eva Barlösius, Betina Hollstein, Ingo Schulz-Schaeffer, Olaf Struck.

## Weblink
- Verlagsseite der Soziologischen Revue